# Université Brigham-Young
Pour les articles homonymes, voir Brigham Young, BYU et Y.

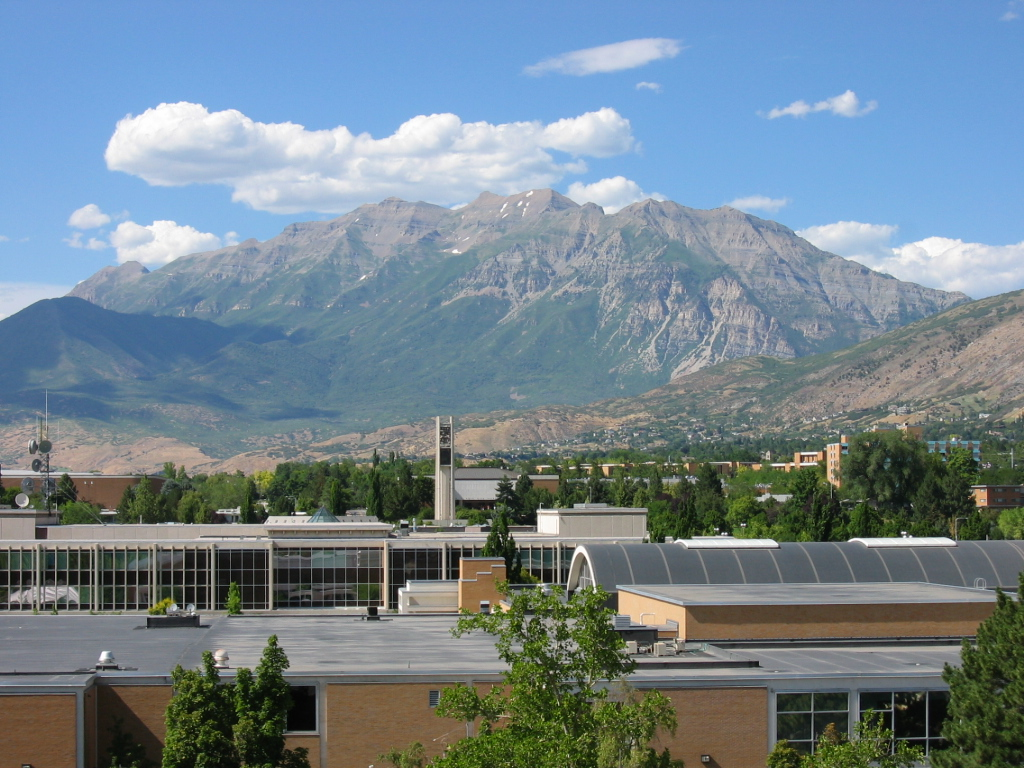
Vue de la BYU sur le mont Timpanogos.

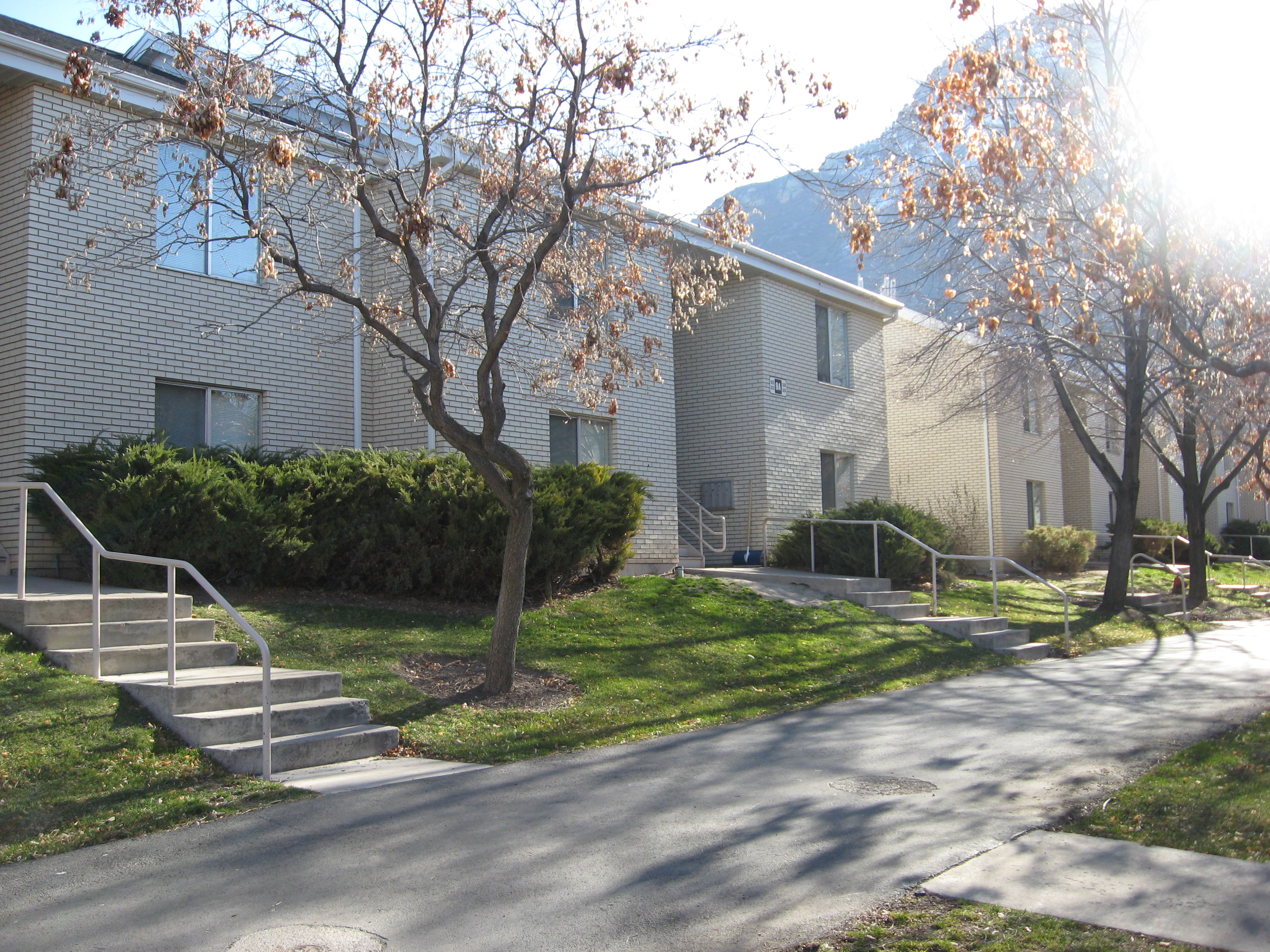
Wymount Terrace, résidences familiales d'étudiants.

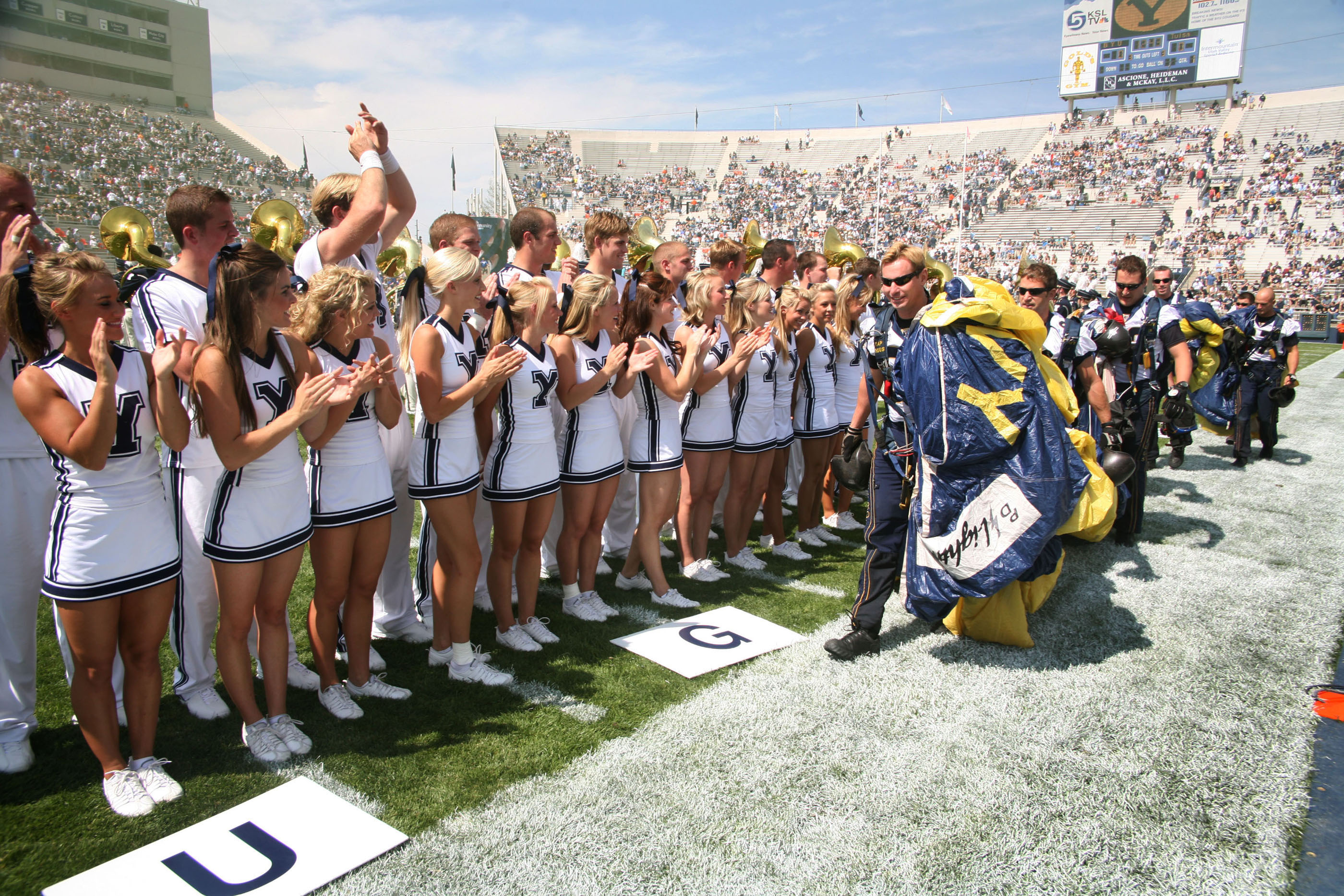
LaVell Edwards Stadium.

L'université Brigham-Young (en anglais : Brigham Young University, BYU ou the Y) est l'université principale de l'Église de Jésus-Christ des saints des derniers jours (Mormons). Il n’est pas nécessaire d’être membre de l'Église pour pouvoir s'inscrire. Cependant, environ 98 % des étudiants sont membres pratiquants de l'Église. Tous les étudiants s'engagent à respecter un code moral très exigeant pendant leurs études.
À sa création, en 1875, l'université Brigham-Young s'appelait la Brigham Young Academy. Brigham Young devint président de l'Église de Jésus-Christ des saints des derniers jours en 1847, à l'époque de l'exode des pionniers mormons entre l'Illinois et l'Utah.
Au début de l'année 2003, l'université Brigham Young comptait environ 32 400 étudiants. BYU se situe à Provo (Utah) et compte des centres d'étude à Laie (Hawaï) (Brigham Young University-Hawaii), Rexburg (Idaho) (Brigham Young University-Idaho), Paris (France) et Jérusalem, qui comptabilisent 12 000 élèves. En Utah, le campus s'étend sur 242,8 hectares (600 acres) aux pieds des Wasatch Mountains et compte 333 bâtiments. D'autres centres d'étude sont situés aux États-Unis et à l’étranger, comme le Brigham Young University Jerusalem Center, et le Brigham Young University Salt Lake Center.
Dans le domaine sportif, les Cougars de BYU, club omnisports universitaire, défendent les couleurs de BYU.

## Démographie
Des étudiants de chaque État des États-Unis et de nombreux pays étrangers suivent des études à BYU (en 2001, 110 pays étaient représentés).

## Code d’honneur
Tous les étudiants et les professeurs, quelle que soit leur religion, sont tenus d'accepter l’adhésion à un Code d'honneur. La signature d’un engagement à vivre ce Code d'honneur fait partie du processus de demande d'admission et doit être respecté par tous les étudiants, les professeurs et le personnel. Les étudiants et les enseignants violant les règles sont avertis ou appelés à rencontrer des représentants du Conseil d'honneur. Dans de rares cas, les étudiants et les professeurs peuvent être expulsés de l'école ou perdre leur mandat.
Président Karl G. Maeser créa la Domestic Organization, composée d’un groupe d'enseignants qui visitaient les étudiants à leur domicile pour veiller à ce qu'ils suivent les règles morales scolaires interdisant l’obscénité, le tabagisme et la consommation d'alcool.
Le Code d'honneur lui-même n'a pas été créé avant 1940 et était utilisé principalement pour les cas de tricherie et de malhonnêteté. Le président Wilkinson élargit le Code d'honneur en 1957 pour y inclure d'autres standards scolaires conduisant au Code d'honneur actuel avec les règles concernant la chasteté, la tenue vestimentaire, la bonne présentation, les drogues et l'alcool.

## Personnalités liées à l'université
- Dan Reynolds, chanteur du groupe Imagine Dragons
- Shawn Bradley, basketteur formé à BYU et qui mesure 2,28 m.
- Krešimir Ćosić, basketteur croate
- Steve Young, joueur de football américain
- Steven E. Jones, physicien
- Mitt Romney, candidat républicain à l'élection présidentielle américaine de 2012.
- Clifford Mayes, docteur et professeur en sciences de l'éducation à l'université Brigham Young. Il s'est fait connaître pour avoir posé les bases d'une théorie pédagogique, fondée sur les travaux de Carl Gustav Jung : l'archetypal pedagogy.
- Stephenie Meyer, née Morgan, romancière, auteur de la saga Fascination (Twilight) pour jeunes adultes.
- Ben Cahoon, un des meilleurs receveurs de l'histoire du football canadien. Il a passé sa carrière avec les Alouettes de Montréal où il a remporté trois fois la coupe Grey avec ses coéquipiers.
- Jon Jonassen, compositeur et diplomate cookien.
- Lindsey Stirling, violoniste hip-hop.
- Elizabeth Smart, présentatrice TV, victime d'enlèvement et militante en faveur des enfants disparus
- Jimmer Fredette, basketteur
- Danny Ainge, basketteur
- Mike Weir, golfeur canadien
- Brandon Sanderson, romancier, auteur de la saga Fils-des-brumes.
- Taysom Hill, joueur de football américain